# Alseda församling
Alseda församling är en församling i Vetlanda pastorat i Njudung-Östra Värends kontrakt i Växjö stift i Svenska kyrkan. Församlingen ligger i Vetlanda kommun i Jönköpings län.

## Administrativ historik
Församlingen har medeltida ursprung. Församlingen utgjorde under medeltiden ett eget pastorat för att efter utbrytning ur församlingen på 1500-talet av Ökna församling vara moderförsamling från omkring 1560 i pastoratet Alseda, Skede och Ökna, som sedan 1962 utökades med Karlstorps församling och 1992 med Skirö församling.
Församlingens område utökades 2010 när den slogs samman med Skede, Skirö, Karlstorps och Ökna församlingar och utgjorde då ett eget pastorat. Från 2018 ingår församlingen i Vetlanda pastorat.

## Organister och klockare
| Verksam   | Namn                    | Levnadstid | Övrigt                |
| --------- | ----------------------- | ---------- | --------------------- |
| 1708-1721 | Jonas Krok              |            | Klockare              |
| 1710-1713 | Jahan                   |            | Organist              |
| 1721-1728 | Per                     |            | Organist              |
| 1730-1731 | Petter Lindegreen       |            | Organist och klockare |
| 1732-1749 | Johan Dahlqvist         | 1710-1787  | Organist och klockare |
| 1755-1786 | Peter Cederstrand       | 1718-      | Organist och klockare |
| 1786-1821 | Daniel Wirsén           | 1763-1838  | Organist och klockare |
| 1821-1837 | Peter Magnus Lagerquist | 1797-      | Organist och klockare |

## Kyrkor
- Alseda kyrka
- Karlstorps kyrka
- Skede kyrka
- Skirö kyrka
- Ökna kyrka